# Bolešiny
Bolešiny là một làng thuộc huyện Klatovy, vùng Plzeňský, Cộng hòa Séc.